# NGC 1560
NGC 1560 ist eine leuchtschwache Spiralgalaxie vom Hubble-Typ SA(s)dm? im Sternbild der Giraffe in der Maffei-Gruppe.
Das Objekt wurde von Wilhelm Tempel am 1. August 1883 entdeckt.
Die Entfernungsmessung mittels der Methode der Kosmologischen Rotverschiebung ist aufgrund der relativen Nähe dieser Spiralgalaxie nicht anwendbar. Sie besitzt eine negative Radialgeschwindigkeit von −35 km/Sekunde. Über andere Methoden kam man bis vor Kurzem zu Abschätzungen der Entfernung zwischen 5 und 15 Millionen Lichtjahren. Die aktuellen, präzisesten Ergebnisse kommen zu einem Ergebnis von 10 bis 12 Millionen Lichtjahren. Mit dieser Entfernung ist die Galaxie jedoch nicht mehr Teil der Lokalen Gruppe.